# Campeonato Peruano de Fútbol de 1933
El Campeonato Peruano de Fútbol de 1933, denominado como «XVIII Campeonato de la Liga Provincial de Football de Lima 1933», fue la edición número 18 de la Primera División Peruana y la 8.ª edición realizada por la FPF. Se desarrolló entre el 18 de junio y 27 de agosto de 1933, con la participación de diez equipos.
El campeón nacional y el primer tricampeón de manera invicta fue Alianza Lima. La Primera División reduciría a 9 equipos para la edición de 1934. Por otra parte, Sport Progreso y Sportivo Unión descendieron a la División Intermedia de 1934.

## Formato
El torneo se jugó a una sola rueda en sistema de todos contra todos y se otorgaba tres puntos por partido ganado, dos puntos por partido empatado y un punto por partido perdido.
G: 3, E: 2, P: 1, walkover: 0.
- Desde 1931 hasta 1934 los resultados de una liga de equipos de reserva se han añadido como puntos de bonificación.

## Ascensos y descensos
| \| Club \| Ascendido como \| \| ---------- \| --------------------------------- \| \| Sucre FBC \| 1º en la División Intermedia 1932 \| \| Sport Boys \| 2º en la División Intermedia 1932 \| |                                   |
| Club | Ascendido como                    |
| Sucre FBC | 1º en la División Intermedia 1932 |
| Sport Boys | 2º en la División Intermedia 1932 |

## Equipos participantes
| Club                          | Ciudad |
| ----------------------------- | ------ |
| Alianza Lima                  | Lima   |
| Ciclista Lima                 | Lima   |
| Circolo Sportivo Italiano     | Lima   |
| Sport Boys                    | Callao |
| Sport Progreso                | Lima   |
| Sporting Tabaco               | Lima   |
| Sportivo Unión                | Lima   |
| Sportivo Tarapacá Ferrocarril | Lima   |
| Sucre FBC                     | Lima   |
| Universitario de Deportes     | Lima   |

## Desarrollo
Según las bases del torneo, el Campeonato de Primera División se dividía en dos: Torneo de Primeros Equipos y Torneo de Reservas. A la tabla de posiciones del torneo de primeros equipos se le agregaban 0.25 puntos de bonificación por cada punto en el torneo de reservas, resultando una tabla de posiciones absoluta que definía al campeón de primera división de la temporada. El sistema de puntos se detallaba de la siguiente manera: cada partido ganado otorgaba 3 puntos, partido empatado otorgaba 2 puntos, partido perdido otorgaba 1 punto y de no presentarse al encuentro (walk over) 0 puntos.  Al final de la competencia se declaraban tres campeones: campeón de reservas, campeón de primeros equipos y campeón de clubs o absoluto.
En la última fecha, Alianza Lima y Universitario de Deportes llegaban con posibilidades del título absoluto. El 27 de agosto de 1933, Alianza Lima empató 2 a 2 con Universitario por el Torneo de Primeros Equipos consagrándose como campeón de dicho torneo, con goles de José "Chicha" Morales y José María Lavalle para los aliancistas y goles de Luis de Souza Ferreira y Alfredo Alegre para los universitarios. Sportivo Tarapacá Ferrocarril fue el campeón en el Torneo de Reservas. Finalmente, Alianza Lima fue declarado campeón de primera división de 1933 según la tabla de posiciones final.  Por otra parte, Sport Progreso y Sportivo Unión descendieron a la División Intermedia de 1934.

## Tabla de posiciones

### Primeros Equipos
| Pos. | Equipo                        | PJ | PG | PE | PP | GF | GC | DG  | PTS |
| ---- | ----------------------------- | -- | -- | -- | -- | -- | -- | --- | --- |
| 1    | Alianza Lima                  | 9  | 8  | 1  | 0  | 36 | 12 | +24 | 26  |
| 2    | Universitario de Deportes     | 9  | 7  | 2  | 0  | 28 | 8  | +20 | 25  |
| 3    | Sucre                         | 9  | 4  | 2  | 3  | 21 | 15 | +6  | 19  |
| 4    | Sport Boys                    | 9  | 4  | 2  | 3  | 18 | 21 | –3  | 19  |
| 5    | Ciclista Lima                 | 9  | 4  | 0  | 5  | 20 | 24 | –4  | 17  |
| 6    | Sportivo Tarapacá Ferrocarril | 9  | 3  | 1  | 5  | 17 | 18 | –1  | 16  |
| 7    | Sporting Tabaco               | 9  | 2  | 3  | 4  | 18 | 20 | –2  | 16  |
| 8    | Circolo Sportivo Italiano     | 9  | 3  | 1  | 5  | 11 | 14 | –3  | 16  |
| 9    | Sport Progreso                | 9  | 3  | 1  | 5  | 13 | 21 | –8  | 15  |
| 10   | Sportivo Unión                | 9  | 0  | 1  | 8  | 11 | 40 | –29 | 10  |

### Equipos de Reserva
| Pos. | Equipo                        | PJ | PG | PE | PP | PTS |
| ---- | ----------------------------- | -- | -- | -- | -- | --- |
| 1    | Sportivo Tarapacá Ferrocarril | 9  | 6  | 2  | 1  | 23  |
| 2    | Universitario de Deportes     | 9  | 6  | 1  | 2  | 22  |
| 3    | Ciclista Lima                 | 9  | 6  | 1  | 2  | 22  |
| 4    | Alianza Lima                  | 9  | 5  | 1  | 3  | 20  |
| 5    | Sporting Tabaco               | 9  | 3  | 3  | 3  | 18  |
| 6    | Circolo Sportivo Italiano     | 9  | 3  | 2  | 4  | 17  |
| 7    | Sportivo Unión                | 9  | 4  | 1  | 4  | 16  |
| 8    | Sport Progreso                | 9  | 2  | 1  | 6  | 14  |
| 9    | Sucre                         | 9  | 2  | 1  | 6  | 13  |
| 10   | Sport Boys                    | 9  | 1  | 1  | 7  | 12  |

- Sportivo Unión y el Sucre fueron deducidos 1 punto por walkover.

### Tabla Absoluta
| Pos. | Equipo                        | PJ | PG | PE | PP | GF | GC | DG  | RESV | PTS   |
| ---- | ----------------------------- | -- | -- | -- | -- | -- | -- | --- | ---- | ----- |
| 1    | Alianza Lima                  | 9  | 8  | 1  | 0  | 36 | 12 | +24 | 5    | 31    |
| 2    | Universitario de Deportes     | 9  | 7  | 2  | 0  | 28 | 8  | +20 | 5.50 | 30.5  |
| 3    | Ciclista Lima                 | 9  | 4  | 0  | 5  | 20 | 24 | –4  | 5.50 | 22.5  |
| 4    | Sucre                         | 9  | 4  | 2  | 3  | 21 | 15 | +6  | 3.25 | 22.25 |
| 5    | Sport Boys                    | 9  | 4  | 2  | 3  | 18 | 21 | –3  | 3    | 22    |
| 6    | Sportivo Tarapacá Ferrocarril | 9  | 3  | 1  | 5  | 17 | 18 | –1  | 5.75 | 21.75 |
| 7    | Sporting Tabaco               | 9  | 2  | 3  | 4  | 18 | 20 | –2  | 4.50 | 20.5  |
| 8    | Circolo Sportivo Italiano     | 9  | 3  | 1  | 5  | 11 | 14 | –3  | 3.50 | 19.5  |
| 9    | Sport Progreso                | 9  | 3  | 1  | 5  | 13 | 21 | –8  | 3.50 | 18.5  |
| 10   | Sportivo Unión                | 9  | 0  | 1  | 8  | 11 | 40 | –29 | 4    | 14    |

|  | Campeón                             |
|  | Descenso a División Intermedia 1934 |
|                             |
| Tricampeón Invicto Nacional |
| Alianza Lima 7.° título     |
|                             |

## Resultados
| Local \ Visitante             | ALI | CIC | CSI | SBA | PRO  | TAB | SUN | SUC | TAR | UNI |
| ----------------------------- | --- | --- | --- | --- | ---- | --- | --- | --- | --- | --- |
| Alianza Lima                  |     | —   | —   | 5–1 | 5–2  | —   | —   | 3–2 | —   | 2–2 |
| Ciclista Lima                 | 2–5 |     | 3–2 | —   | 3–1  | —   | 4–1 | —   | 1–0 | 1–5 |
| Circolo Sportivo Italiano     | 0–2 | —   |     | 1–1 | W.O. | 2–2 | —   | 0–2 | —   | —   |
| Sport Boys                    | —   | 3–1 | —   |     | —    | —   | —   | —   | 2–1 | 2–5 |
| Sport Progreso                | —   | —   | —   | 2–0 |      | —   | 2–1 | —   | —   | 0–5 |
| Sporting Tabaco               | 1–2 | 5–4 | —   | 1–1 | 1–2  |     | 6–1 | —   | —   | —   |
| Sportivo Unión                | 1–8 | —   | 1–1 | 3–5 | —    | —   |     | 2–3 | 1–3 | —   |
| Sucre                         | —   | 2–1 | —   | 2–3 | 1–1  | 6–1 | —   |     | —   | 1–1 |
| Sportivo Tarapacá Ferrocarril | 1–4 | —   | 0–3 | —   | 4–2  | 1–1 | —   | 3–2 |     | 1–2 |
| Universitario                 | —   | —   | 2–1 | —   | —    | 1–0 | 5–0 | —   | —   |     |

#### Fecha 1
Los partidos se jugaron el 18 de junio de 1933.
| Equipo 1       | Resultado | Equipo 2                      |
| -------------- | --------- | ----------------------------- |
| Sport Progreso | 2–0       | Sport Boys                    |
| Alianza Lima   | 3–2       | Sucre                         |
| Universitario  | 1–0       | Sporting Tabaco               |
| Sportivo Unión | 1–1       | Circolo Sportivo Italiano     |
| Ciclista Lima  | 1–0       | Sportivo Tarapacá Ferrocarril |

#### Fecha 2
Los partidos se jugaron el 25 de junio de 1933.
| Equipo 1                      | Resultado | Equipo 2                  |
| ----------------------------- | --------- | ------------------------- |
| Sucre                         | 6–1       | Sporting Tabaco           |
| Sportivo Tarapacá Ferrocarril | 0–3       | Circolo Sportivo Italiano |
| Universitario                 | 5–0       | Sportivo Unión            |
| Alianza Lima                  | 5–2       | Sport Progreso            |
| Sport Boys                    | 3–1       | Ciclista Lima             |

#### Fecha 3
Los partidos se jugaron el 2 de julio de 1933.
| Equipo 1                      | Resultado | Equipo 2        |
| ----------------------------- | --------- | --------------- |
| Sportivo Tarapacá Ferrocarril | 1–4       | Alianza Lima    |
| Sport Progreso                | 2–1       | Sportivo Unión  |
| Sport Boys                    | 2–5       | Universitario   |
| Sucre                         | 2–1       | Ciclista Lima   |
| Circolo Sportivo Italiano     | 2–2       | Sporting Tabaco |

#### Fecha 4
Los partidos se jugaron el 9 de julio de 1933.
| Equipo 1                      | Resultado | Equipo 2                  |
| ----------------------------- | --------- | ------------------------- |
| Ciclista Lima                 | 3–2       | Circolo Sportivo Italiano |
| Sporting Tabaco               | 1–2       | Sport Progreso            |
| Alianza Lima                  | 5–1       | Sport Boys                |
| Sportivo Tarapacá Ferrocarril | 1–2       | Universitario             |
| Sportivo Unión                | 2–3       | Sucre                     |

#### Fecha 5
Los partidos se jugaron el 30 de julio de 1933.
| Equipo 1                      | Resultado | Equipo 2       |
| ----------------------------- | --------- | -------------- |
| Circolo Sportivo Italiano     | 0–2       | Alianza Lima   |
| Universitario                 | 5–0       | Sport Progreso |
| Sportivo Unión                | 3–5       | Sport Boys     |
| Sporting Tabaco               | 5–4       | Ciclista Lima  |
| Sportivo Tarapacá Ferrocarril | 3–2       | Sucre          |

#### Fecha 6
Los partidos se jugaron el 13 de agosto de 1933.
| Equipo 1                  | Resultado | Equipo 2                      |
| ------------------------- | --------- | ----------------------------- |
| Circolo Sportivo Italiano | W.O.      | Sport Progreso                |
| Sport Boys                | 2–1       | Sportivo Tarapacá Ferrocarril |
| Sporting Tabaco           | 6–1       | Sportivo Unión                |
| Sucre                     | 1–1       | Universitario                 |
| Ciclista Lima             | 2–5       | Alianza Lima                  |

#### Fecha 7
Los partidos se jugaron el 15 de agosto de 1933.
| Equipo 1                      | Resultado | Equipo 2        |
| ----------------------------- | --------- | --------------- |
| Sportivo Tarapacá Ferrocarril | 1–1       | Sporting Tabaco |
| Sportivo Unión                | 1–8       | Alianza Lima    |
| Circolo Sportivo Italiano     | 1–1       | Sport Boys      |
| Sucre                         | 1–1       | Sport Progreso  |
| Ciclista Lima                 | 1–5       | Universitario   |

#### Fecha 8
Los partidos se jugaron el 20 de agosto de 1933.
| Equipo 1        | Resultado | Equipo 2                      |
| --------------- | --------- | ----------------------------- |
| Sucre           | 2–3       | Sport Boys                    |
| Sportivo Unión  | 1–3       | Sportivo Tarapacá Ferrocarril |
| Sporting Tabaco | 1–2       | Alianza Lima                  |
| Ciclista Lima   | 3–1       | Sport Progreso                |
| Universitario   | 2–1       | Circolo Sportivo Italiano     |

#### Fecha 9
Los partidos se jugaron el 27 de agosto de 1933.
| Equipo 1                      | Resultado | Equipo 2       |
| ----------------------------- | --------- | -------------- |
| Alianza Lima                  | 2–2       | Universitario  |
| Ciclista Lima                 | 4–1       | Sportivo Unión |
| Sportivo Tarapacá Ferrocarril | 4–2       | Sport Progreso |
| Circolo Sportivo Italiano     | 0–2       | Sucre          |
| Sporting Tabaco               | 1–1       | Sport Boys     |

## Máximos goleadores
| Jugador         | Equipo                    | Goles |
| --------------- | ------------------------- | ----- |
| Lolo Fernández  | Universitario de Deportes | 9     |
| Jorge Alcalde   | Sport Boys                | 8     |
| Juan Valdivieso | Alianza Lima              | 7     |
| Luis de Souza   | Universitario de Deportes | 6     |
| Juan Bulnes     | Sporting Tabaco           | 5     |
| Mario Pacheco   | Universitario de Deportes | 5     |

## Récords
- El equipo de Alianza Lima ganó 26 puntos de 27 disputados, (96.3% de puntos posibles) marcando la 2º mejor efectividad en la Liga Peruana de Fútbol.
- Alianza Lima anotó 36 goles en 9 partidos, un promedio de 4 goles por partido, siendo el 2º mejor promedio de la Liga Peruana de Fútbol.